# Bernhard Braun (Fußballspieler)
Bernhard Braun (* 18. November 1929 in Tuttlingen; † 30. März 2009) war ein deutscher Fußballspieler.
Braun kam 1947 als 18-Jähriger vom SV Tuttlingen zum SSV Reutlingen 05, mit dem er 1950 die Meisterschaft in der Oberliga Südwest Gruppe Süd gewann und in der Endrunde um die deutsche Meisterschaft Preußen Dellbrück 0:1 nach Verlängerung unterlag.
1952 kehrte er zum FC 08 Tuttlingen zurück stieg mit dem Verein 1952/53 in die 1. Amateurliga Württemberg auf, ohne ein einziges Gegentor auf dem heimischen Platz kassiert zu haben. Nach dem Abstieg zwei Jahre später wechselte er zum VfB Friedrichshafen, wo er sesshaft wurde.